# Renfe série 306
Le 306-001 est un ancien locotracteur de la Renfe.
Cet exemplaire unique se retrouve un peu par hasard dans le parc de la Renfe : livré neuf à l'une des entreprises de génie ferroviaire travaillant à la construction de la ligne directe Madrid-Burgos, il est cédé par celle-ci à la société nationale à la fin des travaux.

## Conception
Bien que construit en Grande-Bretagne, ce type n'est pas totalement inconnu en Espagne. Dans les années 1960, la société espagnole de construction navale en a construit sous licence un certain nombre de dérivés pour les chemins de fer industriels ou en voie métrique. Le modèle cédé à la Renfe est plus puissant, et monté sur quatre essieux.

## Service
Mis en service sur la Renfe en 1968, le 10601 est affecté à Madrid-Principe Pio, puis muté à Santander pour les manœuvres du port. Endommagé en 1974, il est envoyé à la MTM pour réparations. Longtemps stationné aux ateliers Renfe de Barcelona, il est à nouveau réparé par la société Rocafort S.A. de Lérida. À nouveau muté à Salamanca, il y finit sa carrière jusqu'à sa réforme définitive. Il est actuellement préservé au musée national des chemins de fer à Madrid-Delicias.